# Ледньов Едуард Дмитрович
Едуард Дмитрович Ледньов (3 лютого 1955, м. Лебедин, Сумська обл.) — художник театру.  Член Національної спілки театральних діячів України (1983). Заслужений художник України (1996). Головний художник Сумського обласного академічного театру для дітей та юнацтва.

## Життєпис
Едуард Дмитрович Ледньов народився 3 лютого 1955 року в місті Лебедин на Сумщині. Батьком майбутнього художника був Дмитро Якович Ледньов (1922—2009) — живописець, педагог, мистецтвознавець, поет,  директор Лебединського художнього музею (1965—1976), який прищепив сину любов до мистецтва.
1978 року Едуард закінчив Харківське художнє училище (викладач П. Шигимага).
Від 1978 року працює на посаді головного художника Сумського театру для дітей та юнацтва.

## Творчість
Першою роботою Едуарда Ледньова в Сумському театрі для дітей та юнацтва була вистава «Ще раз про Червону Шапочку» (1978) — дипломна робота молодого художника.
Митець активно використовує новітні технології та технічні засоби з використанням сучасного освітлювального  обладнання, відеопроекційної апаратури.
Як художник-лялькар розробив нову інноваційну систему керування ляльками («Царівна-жаба» Н. Гернет, «Був собі Геракл»  М. Бартенєва, «Вій» за М. Гоголем).
У своєму творчому доробку художник має понад 120 оформлених вистав, серед яких: «Пригоди Буратіно» О. Толстого (1983), «Царівна-жаба» Н. Гернет (1984), «Ромео і Джульєтта» (1984), «Дванадцята ніч» (1988) та «Приборкання норовливої» (2003) В. Шекспіра, «Останні» М. Горького (1986), «Чайка» А. Чехова, (1988), «Тригрошова опера» Б. Брехта (1989), «Білосніжка та семеро гномів» Л. Устинова (1994), «Коза-дереза» С. Немировського (1996), «Дядько Федір, Пес та Кіт» Е. Успенського (обидві — 1997), «Чума обом родинам вашим» Г. Горіна, «Сто тисяч» І. Карпенка-Карого (обидві —1998), «Людина з зірки» К. Вітлінґера (1999), «Шельменко-денщик» Г. Квітки-Основ’яненка (2002), «Клітка» Л. Корсунського (2003), «Чарівна лампа Аладдіна» Я. Стельмаха (2005), «Сватання на Гончарівці» Г. Квітки-Основ’яненка (2006), «Забути Герострата» Г. Горіна (2007), «Куди йдеш» М. Воронова (2008), «Веселий Роджер» Д. Салімзянова (2009), «Коханий нелюб» Я. Стельмаха (2011), «Олена Премудра» М. Бартенєва (2012), «У ніч місячного затемнення» М. Каріма, «Вечеря по-французьки, або Граємо в дружну родину» М. Камолетті (обидві — 2013) та ін.
Оформив вистави у Сумському театрі драми та музичної комедії імені М. Щепкіна («Сільва» І. Кальмана, «Одруження» М. Гоголя, «Хулій Хурина» М. Куліша, «Циганський барон» Й. Штрауса), Львівському театрі ляльок.

## Відзнаки
Заслужений художник України (1996)
Відзнаки в номінації «Краща сценографія» обласного конкурсу театрального мистецтва «Сумська Мельпомена».